# Vyšné Šiprúnské sedlo
Vyšné Šiprúnske sedlo (1385 m) je horské sedlo v hřebeni Velké Fatry mezi horami Predný Šiprúň (1441 m) a Šiprúň (1461 m). Sedlo leží v ochranném pásmu Národního parku Velká Fatra a je významnou křižovatkou turistických tras.

## Poloha
Sedlo se nachází v severovýchodní části pohoří Velká Fatra, v geomorfologickém podcelku Šiprúň. Leží na území okresu Ružomberok, v katastrálním území města Ružomberok. Je místem, kde se k liptovské větvi hlavního hřebene připojuje rozsocha neboli odbočující hřeben Šiprúně i Malinného. V sousedním Nižném Šiprúňském sedle se k masivu Predného Šiprúňa připojuje i hřeben, který vede na vrchy Chabzdová a Maďarová. Ze sedla vede odbočka červeně značené trasy na blízký Šiprúň.

## Přístup
- po  značkované cestě:
  - z Podsuché přes údolí Nižné Matejkovo
  - z Ružomberka-Černové přes Tlstú horu a Nižné Šiprúnske sedlo
- po  značce v rámci dálkové trasy:
  - ze severu z Ružomberka přes Sidorovo
  - z jihu z Ploské přes Malú Smrekovicu a Nižné Šiprúnske sedlo[1]